# Lattice Semiconductor
Pour les articles homonymes, voir Lattice.
Lattice Semiconductor Corporation est un fabricant américain de circuits logiques programmables (FPGA, CPLD et SPLD). Fondée en 1983, la société emploie environ 700 personnes dont 250 au siège à Hillsboro, dans l'Oregon et réalise un chiffre d’affaires annuel d’environ 300 millions de dollars. La société est entrée en bourse en 1989 et est cotée à la bourse NASDAQ sous le symbole LSCC.
Jim Anderson est le PDG de Lattice depuis août 2018. Ses principaux concurrents sont Xilinx , Altera et Microsemi (anciennement Actel.)

## Histoire

### Création
Lattice a été fondée le 3 avril 1983 par C. Norman Winningstad, Rahul Sud et Ray Capece. Winningstad, Harry Merlo, Tom Moyer et John Piacentini ont été les premiers investisseurs de la société. Rahul Sud a quitté ses fonctions en décembre 1986 et Winningstad a quitté la présidence du conseil d'administration en 1991. Lattice a été créée en Oregon en 1983 et relocalisée dans le Delaware en 1985. Les premières difficultés ont abouti à une procédure de sauvegarde (Chapitre 11) en juillet 1987. La société est sortie de la procédure de sauvegarde après 62 jours et a déménagé dans un siège social plus petit à Hillsboro, en Oregon.

### Développement

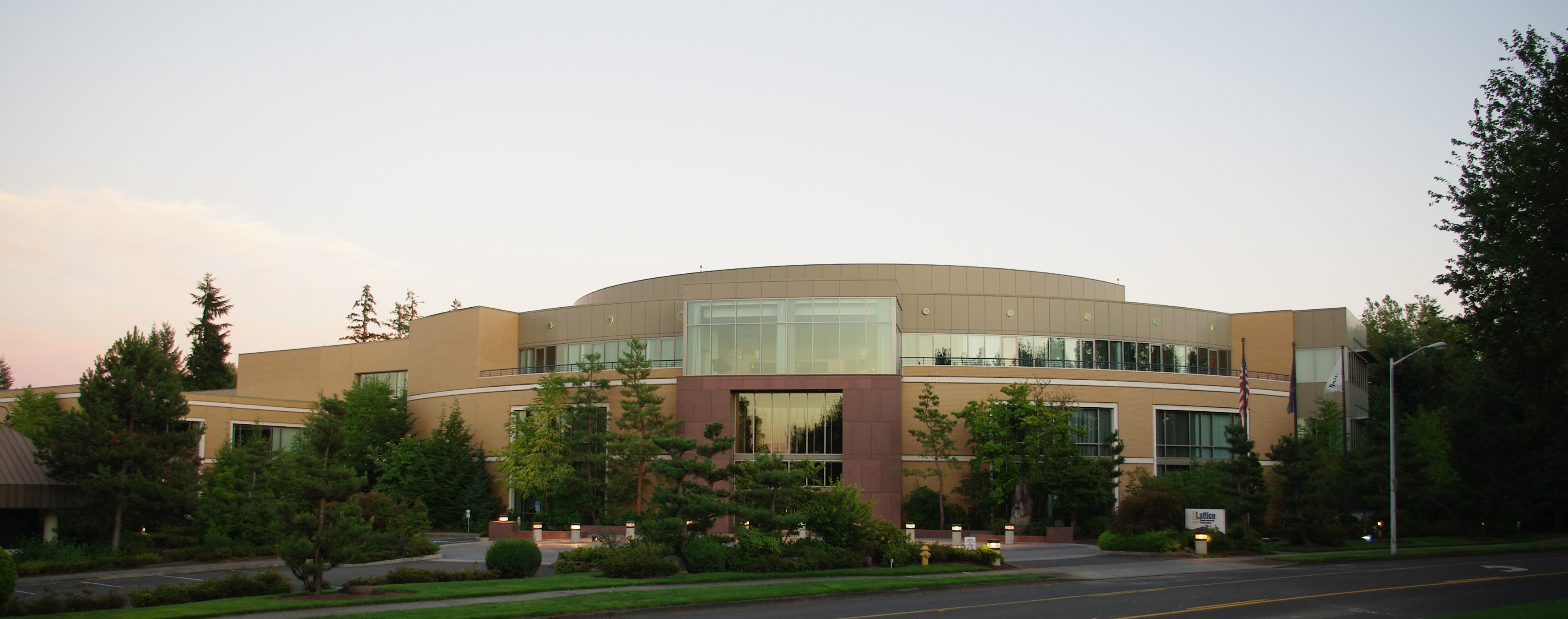
Siège de Lattice Semiconductor à Hillsboro, Oregon

L'année suivante, la société enregistrait alors des revenus record tout en étant passé de 140 employés à 75 après la faillite. Cyrus Tsui est devenu directeur général de la société en 1988. Le 9 novembre 1989, Lattice est introduite en bourse NASDAQ. Le prix initial de l’action était de 6 dollars et avait permis de réunir près de 14 millions de dollars de capital. En juillet 1990, Lattice a levé 22,6 millions de dollars supplémentaires grâce à une deuxième offre d'actions, vendant près de 1,5 million d'actions nouvelles à 16,25 dollars par action.
Le magazine Forbes a classé la société au 162ème rang des meilleures petites entreprises aux États-Unis en 1996. Cette année-là, Lattice entreprend des travaux d’agrandissement au siège de Hillsboro, en Oregon, afin de doubler la taille de ses installations. La société a généré des revenus annuels de plus de 560 millions de dollars et des bénéfices supérieurs à 160 millions de dollars en 2000. Le prix des actions a atteint un sommet sans précédent cette année-là à 41,34 $ par action. Lattice acquiert la division FPGA d’Agere Systems en 2002 pour 250 millions de dollars.
Steve Skaggs remplace Cyrus Tsui en tant que PDG en 2005. Au cours de l’exercice 2006, Lattice a enregistré un bénéfice de 3,1 millions de dollars pour un chiffre d'affaires de 245,5 millions de dollars. Il s’agissait du premier bénéfice annuel de la société depuis 2000.
En 2004, la société a passé un accord avec le gouvernement des États-Unis à propos d'accusations selon lesquelles elle aurait exporté illégalement certaines technologies en Chine, en payant une amende de 560 000 dollars. En juin 2008, Bruno Guilmart a été nommé PDG de la société, remplaçant Steve Skaggs. Au cours de l’exercice 2008, Lattice a enregistré une perte de 32 millions de dollars pour un chiffre d'affaires de 222,3 millions de dollars. Lattice supprime environ 125 postes en septembre 2008.
En 2009, la société a commencé à transférer l'entreposage des pièces depuis l'Oregon vers Singapour. Toujours en 2009 la société connaît son premier trimestre rentable après dix trimestres consécutifs de pertes,. Bruno Guilmart quitte l'entreprise en août 2010 et Darin Billerbeck, ancienne PDG de Zilog, est nommée à sa place en octobre de la même année. La société a déclaré un chiffre d'affaires de 318 millions de dollars en 2011.
Le 9 décembre 2011, Lattice annonce l'acquisition de SiliconBlue pour 63,2 millions de dollars,,. Lattice annonce en juillet 2012 un accord de fabrication avec United Microelectronics Corporation. En octobre 2012, la société a annoncé un chiffre d'affaires de 70,9 millions de dollars au troisième trimestre et une restructuration incluant des mises à pied. Lattice a retrouvé sa rentabilité en 2013 avec un bénéfice de 22,3 millions de dollars pour un chiffre d'affaires de 332,5 millions de dollars. La société acquiert Silicon Image pour 606 millions de dollars en mars 2015  et déménage son siège social dans le centre-ville de Portland. À la suite de cette acquisition, une centaine de postes sont supprimés aux mois de mai et octobre 2015,.

### Blocage de l'achat par Canyon Bridge Capital Partners
En avril 2016, Tsinghua Holdings a déclaré dans un communiqué qu'elle avait acquis une participation d'environ 6% dans Lattice Semiconductor grâce à des actions achetées sur le marché libre. En novembre 2016, Canyon Bridge Capital Partners a annoncé la conclusion d'un accord définitif visant à acquérir la totalité des actions de Lattice. L'achat de Lattice par Canyon Bridge a été bloqué en septembre 2017 par le président des États-Unis, Donald Trump, sur la recommandation du Comité des investissements étrangers aux États-Unis pour des raisons de sécurité nationale en vertu de l'amendement Exon – Florio,,,.

### Acquisitions
Au cours de son développement, Lattice a racheté différentes sociétés :
- 1999 : Vantis Corporation, filiale d'AMD dédiée aux PLD[39],[40]
- 2001 : Integrated Intellectual Property Inc. (I2P)[41]
- 2002 : Division FPGA d'Agere Systems
- 2002 : Cerdelinx Technologies Inc.[42],[43]
- 2011 : SiliconBlue Technologies
- 2015 : Silicon Images
- 2021 : Mirametrix Inc.[44]

## Résultats et parts de marché

### Chiffre d'affaires
| Année                                 | 1991 | 1992 | 1993  | 1994  | 1995  | 1996  | 1997  | 1998  | 1999  |
| ------------------------------------- | ---- | ---- | ----- | ----- | ----- | ----- | ----- | ----- | ----- |
| Chiffre d'affaires (en millions de $) | 64,5 | 71,0 | 103,4 | 126,2 | 144,1 | 198,2 | 204,1 | 245,9 | 200,1 |
| Résultat net (en millions de $)       | 10,3 | 10,8 | 17,4  | 22,5  | 26,9  | 41,8  | 45,0  | 56,6  | 42,0  |
| Effectifs                             |      |      |       |       | 438   | 500   | 531   | 569   | 546   |

En 1999, Lattice a changé sa période fiscale initialement du mois de mars de l'année n-1 au mois de mars de l'année n à une année civile (janvier-décembre).
| Année                                 | 1999 (9 mois) | 2000  | 2001   | 2002   | 2003  | 2004  | 2005  | 2006  | 2007   | 2008  | 2009  | 2010  | 2011  | 2012  | 2013  | 2014  | 2015   | 2016  | 2017  | 2018  |
| ------------------------------------- | ------------- | ----- | ------ | ------ | ----- | ----- | ----- | ----- | ------ | ----- | ----- | ----- | ----- | ----- | ----- | ----- | ------ | ----- | ----- | ----- |
| Chiffre d'affaires (en millions de $) | 269,7         | 567,8 | 295,3  | 229,1  | 209,7 | 225,8 | 211,1 | 245,5 | 228,7  | 222,3 | 194,4 | 297,8 | 318,4 | 279,3 | 332,5 | 366,1 | 406,0  | 427,1 | 386,0 | 398,8 |
| Résultat net (en millions de $)       | -46,1         | 167,9 | -109,5 | -175,2 | -91,8 | -52,0 | -49,1 | 3,1   | -239,8 | -38,2 | -7,0  | 57,1  | 78,2  | -29,6 | 22,3  | 48,6  | -159,5 | -54,1 | -70,6 | -26,3 |
| Effectifs                             | 916           | 898   | 1004   | 1073   | 1048  | 1008  | 909   | 960   | 883    | 753   | 708   | 749   | 852   | 739   | 783   | 784   | 1146   | 986   | 834   | 754   |

### Concurrence
À la fin des années 1980 de nombreuses sociétés proposent des cprogrammables généralement similaires du fait de leur simplicité, Lattice est donc en concurrence avec notamment : AMD (qui fusionna avec Monolithic Memories en 1987), Altera, Xilinx, International CMOS Technology, ainsi que National Semiconductor, Atmel, Cypress Semiconductor ou encore Texas Instruments.
En l'an 2000, le podium actuel des trois plus gros fabricants de circuits logiques programmables est déjà déterminé : Xilinx (38%), Altera (34%) et Lattice Semiconductor (14%) avec des acteurs de second plan comme Actel (4%), Agere Systems (4%) et enfin Atmel (1%), Cypress Semiconductor (1%) et QuickLogic (1%).
En 2005 le marché des circuits logiques programmables s'est encore consolidé et les parts de marché étaient réparties de la manière suivante : Xilinx (50,3%), Altera (33,1%), Lattice Semiconductor (6,4%), Actel (5,5%) pour les principaux acteurs.

## Localisation

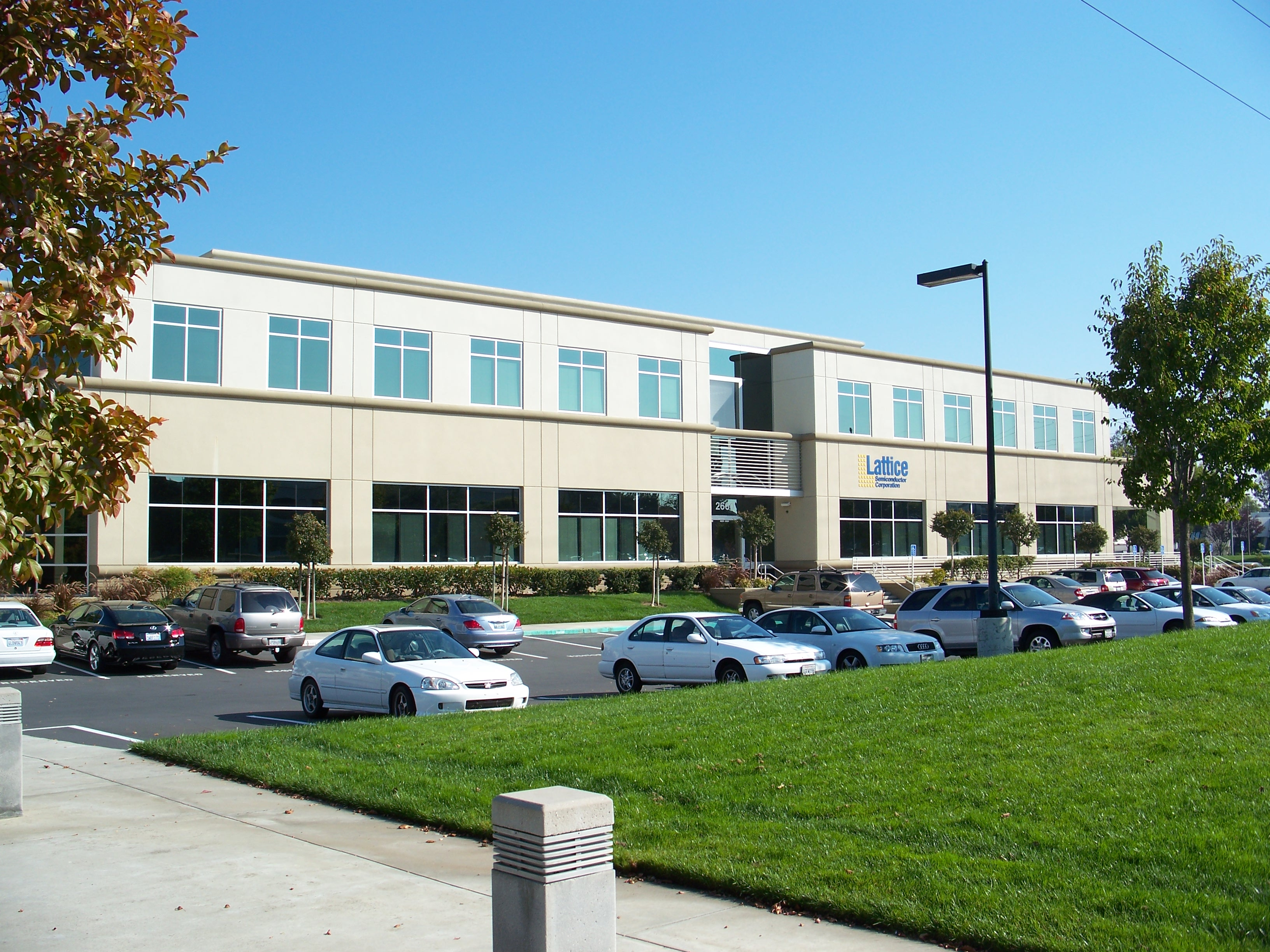
Bureaux Lattice à San Jose, Californie

Outre des représentations commerciales dans le monde entier, Lattice dispose de plusieurs centres de recherche et développement dans le monde.

### États-Unis
- Hillsboro, Oregon : Siège et centre de recherche et développement.
- San Jose, Californie (Silicon Valley)

### Asie
- Shanghai, Chine
- Muntinlupa, Philippines

## Production
Lattice est une société fabless, elle ne fabrique pas elle-même ses puces, et utilise les services de plusieurs fondeurs. En 2020 la fabrication des puces est sous-traitée de la manière suivante :
| Fournisseur | Technologie                 | Remarque                                                                           |
| ----------- | --------------------------- | ---------------------------------------------------------------------------------- |
| Samsung     | 28 nm FD-SOI                | Plateforme Nexus                                                                   |
| UMC         | 40 nm 65 nm 90 nm 130 nm    | Les process 65, 90 et 130 nm étaient réalisés chez Fujitsu avant le rachat par UMC |
| Epson       | 180 nm 250 nm 350 nm 500 nm |                                                                                    |
| TSMC        | 40 nm 55 nm 130 nm 350 nm   | Historiquement utilisé avec les produits SiliconBlue et Silicon Image              |

Les fondeurs suivants ont été utilisés par Lattice dans le passé : Chartered Semiconductor et GlobalFoundries.

## Produits

### Composants Logiques Programmables

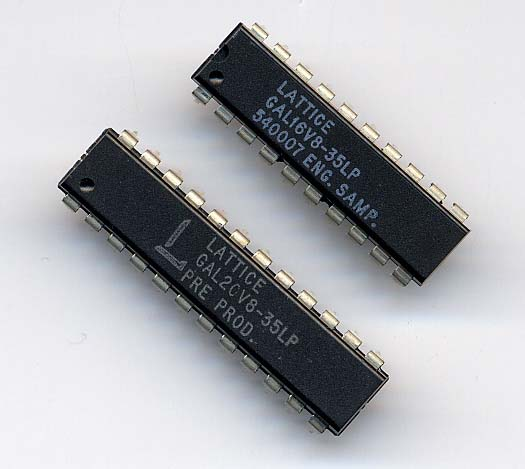
Lattice GAL16V8

Lattice sort son premier composant logique programmable en 1984 avec le GAL16V8 en technologie CMOS (E²CMOS) et pouvant être reprogrammé au contraire des PAL de Monolithic Memories qui étaient en technologie OTP.
En 2019, l'offre commerciale de Lattice se découpe en plusieurs familles :
- FPGA haut de gamme disposant des dernières nouveautés : famille ECP
- PLD à mémoire non-volatile : CPLD et FPGA à mémoire flash : famille MACH
- FPGA de petite taille et à très faible consommation : iCE.

Lattice ne concurrence pas frontalement ses concurrents Xilinx et Altera qui développent des FPGA très performants (transceivers supérieurs à 10 Gbit/s) et très denses. La société a choisi de s'orienter vers des composants à faible consommation et de petite taille.
Lattice ne propose pas de SoC mêlant FPGA et microcontrôleur dans une même puce.

#### FPGA
| Gamme          | Introduction | Technologie                        | Transceivers | Remarques                                                           |
| -------------- | ------------ | ---------------------------------- | --- | ------------------------------------------------------------------- |
| ORCA           | 2002         | 350 nm 300 nm 250 nm 160 nm 130 nm | Transceivers présents seulement sur quelques modèles ORCA 4 : 622 Mbit/s 850 Mbit/s 2.7 Gbit/s (ORSO42G5 et ORSO82G5) | Gamme issue du rachat d'Agere Systems Fin de vie entre 2007 et 2012 |
| LatticeEC/P    | 2004         | 130 nm                             | N/A | Fin de vie en 2016                                                  |
| LatticeXP      | 2005         | 130 nm                             | N/A | Fin de vie en 2016                                                  |
| LatticeSC      | 2006         | 90 nm                              | 3.8 Gbit/s |                                                                     |
| LatticeECP2    | 2006         | 90 nm                              | N/A |                                                                     |
| LatticeECP2M   | 2006         | 90 nm                              | 3.125 Gbit/s |                                                                     |
| LatticeECP3    | 2009         | 65 nm                              | 3.125 Gbit/s |                                                                     |
| ECP5 / ECP5-5G | 2014         | 40 nm                              | 3.125 Gbit/s (ECP5) 5 Gbit/s (ECP5-5G)                                                                                |                                                                     |
| Certus-NX      | 2020         | 28 nm FDS                          | 5 Gbit/s |                                                                     |
| CertusPro-NX   | 2021         | 28 nm FDS                          | 10 Gbit/s | Support de la LPDDR4                                                |

#### PLD non-volatiles

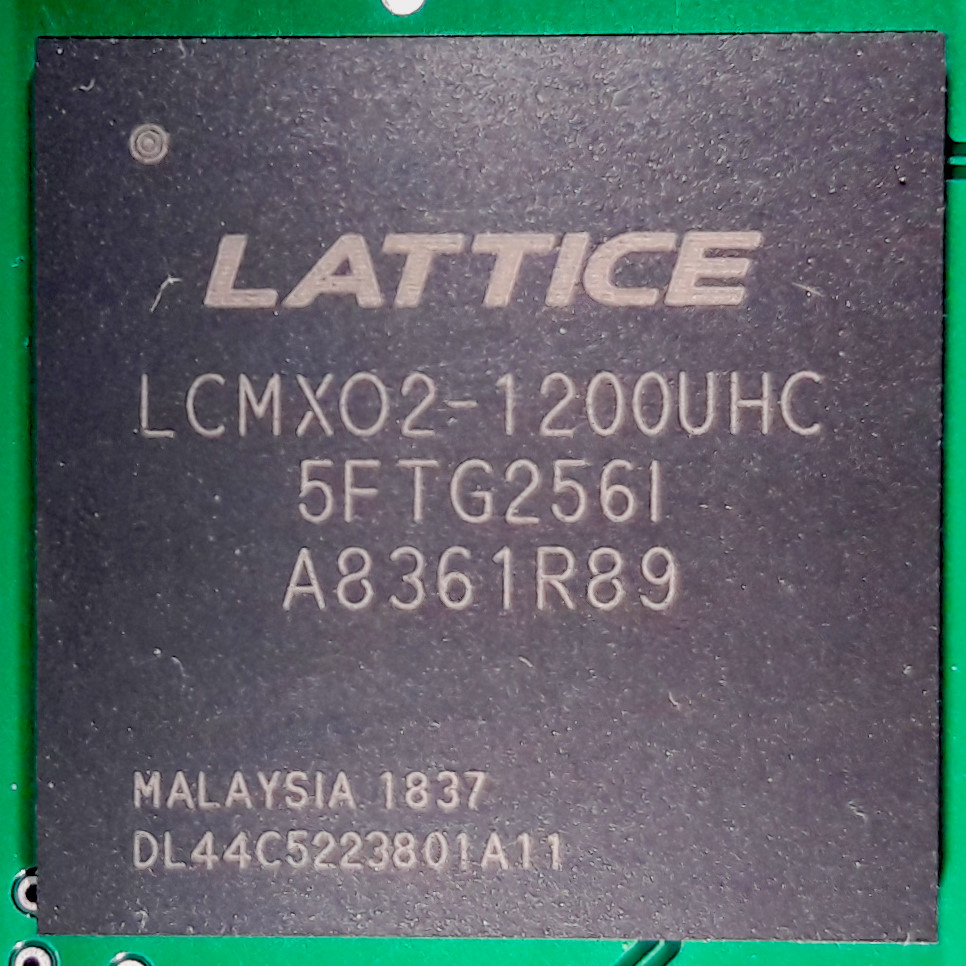
Lattice MachXO2 1200UHC

Les PLD non-volatiles sont principalement représentés par des FPGA à mémoire Flash puisqu'aucune nouvelle gamme de CPLD n'est sortie depuis 2001.
| Gamme      | Introduction | Technologie | Remarques                 |
| ---------- | ------------ | ----------- | ------------------------- |
| LatticeXP  | 2005         | 130 nm      | Initialement nommée ispXP |
| LatticeXP2 | 2007         | 90 nm       |                           |
| MachXO2    | 2010         | 65 nm       |                           |
| MachXO3    | 2014         | 65 nm       |                           |
| MachXO3D   | 2019         | 65 nm       |                           |
| Mach-NX    | 2020         |             |                           |

| Gamme        | Introduction | Technologie | Remarques |
| ------------ | ------------ | ----------- | --------- |
| ispMACH 4000 | 2001         | 180 nm      |           |
| MachXO       | 2005         | 130 nm      |           |

Bien que le MachXO soit composé de LUT tel un FPGA, il est considéré par Lattice comme un CPLD à son lancement du fait de sa densité faible.
Ci-dessous une liste non exhaustive des précédents PLD Lattice Semiconductor :
| Gamme            | Introduction | Technologie | Remarques                     |
| ---------------- | ------------ | ----------- | ----------------------------- |
| ispLSI 1000      | 1993         |             | Fin de vie entre 2011 et 2014 |
| ispLSI 2000/3000 | 1994         |             | Fin de vie entre 2006 et 2016 |
| ispLSI 6000      | 1996         |             |                               |
| ispLSI 2000V     | 1997         |             | Fin de vie entre 2006 et 2016 |
| ispGDX           | 1998         |             |                               |
| ispGAL           | 1998         |             |                               |
| ispLSI 1000E     | 1999         |             | Fin de vie en 2016            |
| ispLSI 2000E/VE  | 1999         |             | Fin de vie en 2016            |
| ispLSI 3000E     | 1999         |             |                               |
| ispLSI 5000V     | 1999         |             |                               |
| ispLSI 8000      | 1999         |             |                               |
| ispPAC           | 1999         |             |                               |

#### Famille iCE
| Gamme | Introduction | Technologie     | Remarques |
| ----- | ------------ | --------------- | --------- |
| iCE40 | 2011         | 40 nm low power |           |

Les iCE40 sont notamment utilisés dans le Steam VR de Valve et les smartphones Huawei pour la 4G,.

### Composants vidéo
Ces composants sont issus de l'acquisition de Silicon Images, ils gardent encore leur dénomination originelle. Ils s'articulent autour de la technologie HDMI.
- Transceivers HDMI
- Processeurs vidéo

### Outils de développement
Lattice propose plusieurs outils de développement pour programmer ses composants :
- Lattice Diamond : Environnement de développement intégré pour le développement, la simulation et la compilation du code HDL pré et post synthèse.
- iCEcube2 : Environnement de développement intégré pour la famille iCE40 sauf les UltraPlus.
- Lattice Radiant : Environnement de développement intégré pour la gamme iCE40 UltraPlus.
- ispLEVER Classic : Environnement de développement intégré pour la famille ispMACH4000.